# Velezia tunicoides
Velezia tunicoides är en nejlikväxtart som beskrevs av Peter Hadland Davis. Velezia tunicoides ingår i släktet Velezia och familjen nejlikväxter. Inga underarter finns listade i Catalogue of Life.